# المسألة الملكية

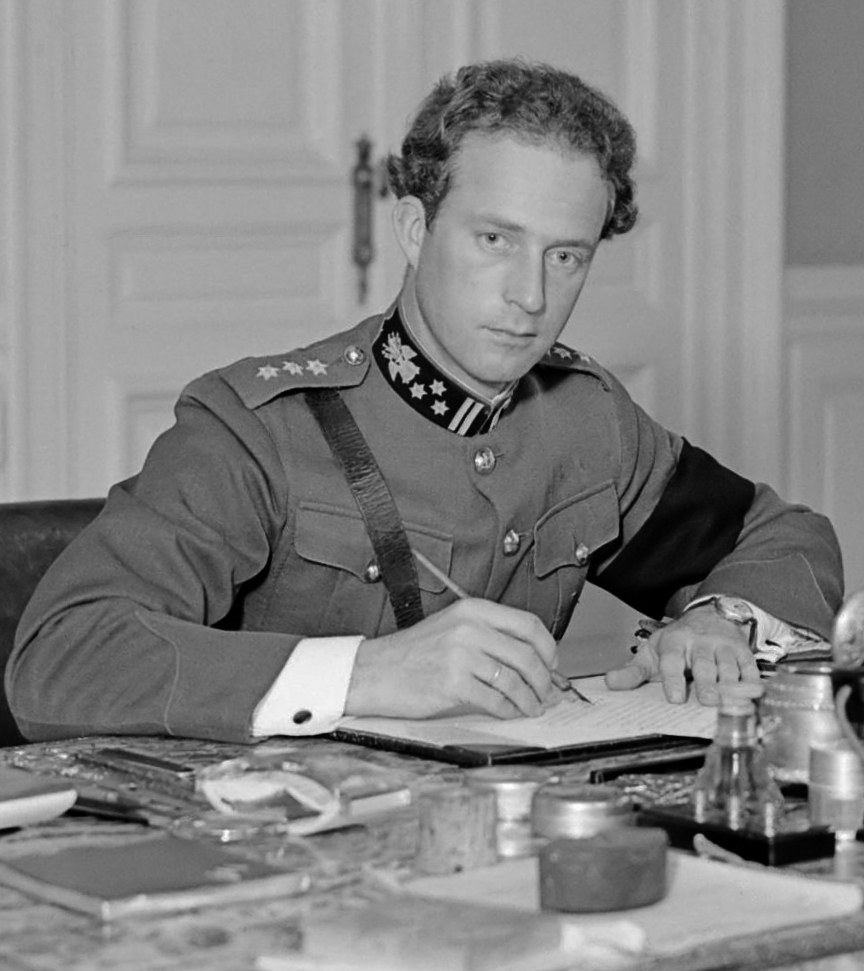
الملك ليوبولد الثالث، موضوع الخلاف السياسي، في عام 1934

المسألة الملكية (بالفرنسية: Question royale)‏، (بالهولندية: Koningskwestie)‏ كانت أزمة سياسية كبرى في بلجيكا استمرت من 1945 إلى 1951، وصلت إلى ذروتها بين مارس وأغسطس 1950. أحاط «السؤال» على المحك بما إذا كان بإمكان الملك ليوبولد الثالث العودة إلى البلاد واستئناف واجباته الملكية كملك للبلجيكيين وسط مزاعم بأن أفعاله خلال الحرب العالمية الثانية قد تعارضت مع أحكام الدستور البلجيكي. تم حلها في نهاية المطاف عن طريق التخلي عن ليوبولد لصالح ابنه بودوين، في عام 1951.
نشأت الأزمة عن الانقسام بين ليوبولد وحكومته، بقيادة هوبير بيرلو، أثناء الغزو الألماني عام 1940. كان ليوبولد، الذي كان يشتبه في تعاطفه الاستبدادي، قد تولى قيادة الجيش البلجيكي عند اندلاع الحرب. نظرًا لموقفه الدستوري كقائد عام لتولي الأسبقية لدوره المدني كرئيس للدولة، فقد رفض مغادرة جيشه والانضمام إلى الحكومة البلجيكية في المنفى بفرنسا. كان رفض ليوبولد إطاعة الحكومة يمثل أزمة دستورية، وبعد التفاوض على الاستسلام للألمان في 28 مايو 1940، تم إدانة ليوبولد على نطاق واسع. أثناء الاحتلال الألماني الذي، احتُجز ليوبولد في منزله، حيث تم الإشادة به لمشاركته معاناة البلجيكيين العاديين. قبل وقت قصير من تحرير الحلفاء للبلاد في عام 1944، تم ترحيله إلى ألمانيا من قبل النازيين.
مع تحرير بلجيكا لكن الملك لا يزال في الأسر، تم انتخاب شقيقه الأمير تشارلز ، كونت فلاندرز، حاكمًا. أعلن الملك رسميا «غير قادر على الحكم» وفقا للدستور. مع تقسيم البلاد على أسس سياسية حول ما إذا كان بإمكان الملك العودة إلى وظائفه، ومع هيمنة اليسار على الساحة السياسية، ذهب ليوبولد إلى المنفى في سويسرا. في عام 1950، تم تنظيم استفتاء وطني من قبل حكومة يمين الوسط الجديدة لتقرير ما إذا كان ليوبولد سيعود. على الرغم من أن النتيجة كانت بمثابة انتصار لليوبولديين، إلا أنها أدت إلى انقسام إقليمي قوي بين فلاندرز، والذي كان مؤيدًا على نطاق واسع لعودة الملك، وبروكسيل والونيا الذين عارضوه عمومًا. استقبل عودة ليوبولد إلى بلجيكا في يوليو عام 1950 باحتجاجات واسعة النطاق في والونيا وإضراب عام. بلغت الاضطرابات ذروتها في مقتل أربعة عمال على أيدي الشرطة في 30 يوليو. مع تدهور الوضع بسرعة، أعلن ليوبولد في 1 أغسطس 1950 عن نيته بالتنازل عن العرش. بعد فترة انتقالية، تنازل رسميا لصالح بودوان في يوليو 1951.

## خلفية

### الملكية والدستور

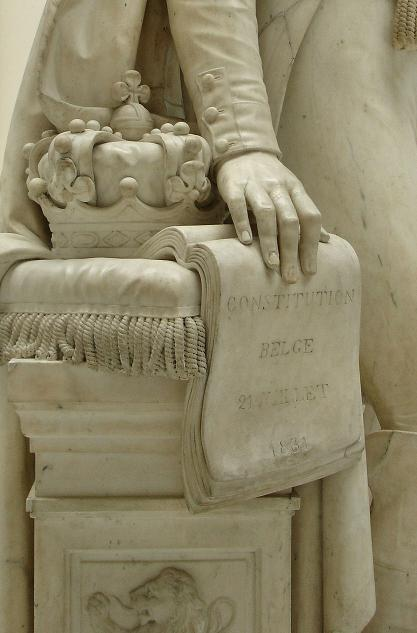
التاج البلجيكي يرمز رمزيا إلى الدستور في تمثال من القرن التاسع عشر ليوبولد الأول

حصلت بلجيكا على استقلالها من هولندا المتحدة في عام 1830 وتأسست كملكية شعبية ودستورية في ظل ديمقراطية برلمانية ثنائية المجلس. تم كتابة دستور ليبرالي في عام 1831 والذي قام بتدوين المسؤوليات والقيود المفروضة على الملك. على الرغم من أن الملك، بصفته رئيس الدولة، مُنع من التصرف دون موافقة وزير حكومي، فقد سُمح له بالسيطرة الكاملة على المسائل العسكرية بصفته القائد الأعلى. ما هي المسئولية التي ستكون لها الأسبقية إذا أصبحت غير متوافقة أم لا، وكانت حالة عدم اليقين هذه تكمن في لب السؤال الملكي. 
قبل الملك الأول، ليوبولد الأول، أحكام الدستور لكنه حاول استخدام أوجه الغموض لزيادة صلاحياته بمهارة. استمر هذا من قبل خلفائه، على الرغم من نجاح قليل حقيقي. 

### الملك ليوبولد الثالث
حصل ليوبولد الثالث إلى العرش عام 1934 بعد وفاة والده ألبرت الأول في حادث تسلق الجبال. ألبرت، المعروف باسم «الملك الفارس» (roi-chevalier أو koning-ridder)، كان يتمتع بشعبية كبيرة في بلجيكا بعد أن قاد الجيش البلجيكي خلال الحرب العالمية الأولى (1914-1918) بينما كانت معظم البلاد تحت الاحتلال الألماني. تميز عهد ليوبولد بالأزمة الاقتصادية في أعقاب الكساد الكبير، والإثارة السياسية من جانب كل من الأحزاب اليمينية المتطرفة واليسارية المتطرفة. وسط هذه الفترة من الأزمة، حاول ليوبولد توسيع صلاحيات الملك.  كان يشتبه على نطاق واسع في أنه يحمل آراء سياسية استبدادية ويمينية.  منذ عام 1936، كان ليوبولد مؤيدًا قويًا لـ «سياسة استقلال» بلجيكا الخاصة بالحياد السياسي في مواجهة التوسع الإقليمي المتزايد في ألمانيا النازية. 

## الغزو والاحتلال الألماني، 1940-1944
في 10 مايو 1940، غزت القوات الألمانية بلجيكا المحايدة دون إعلان رسمي للحرب. توجه ليوبولد على الفور إلى فورت بريندونك، مقر الجيش البلجيكي بالقرب من ميكلين، للسيطرة على الجيش. رفض مخاطبة البرلمان البلجيكي مسبقًا، كما فعل ألبرت الأول في اندلاع الحرب العالمية الأولى.  سرعان ما دفعت سرعة التقدم الألماني، باستخدام نهج الحرب الخاطفة الجديدة، الجيش البلجيكي غربًا على الرغم من الدعم البريطاني والفرنسي. في 16 مايو، غادرت الحكومة البلجيكية بروكسل. 

### الشرخ بين الملك والحكومة

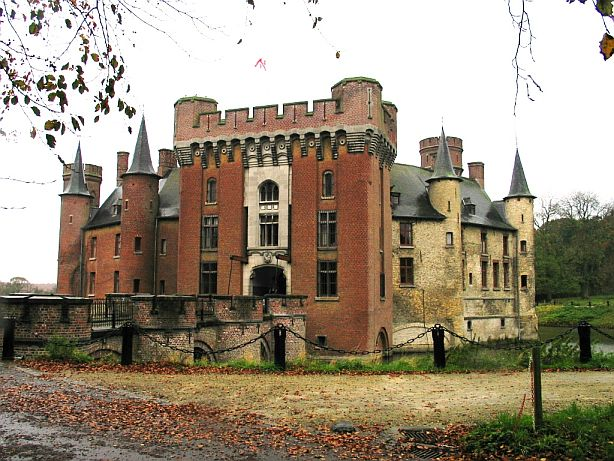
منظر حديث لـ Kasteel van Wijnendale، حيث تم عقد الاجتماع النهائي بين ليوبولد والحكومة البلجيكية في 25 مايو 1940

بعد وقت قصير من اندلاع الحرب، بدأ الملك والحكومة يختلفان. بينما زعمت الحكومة أن الغزو الألماني انتهك الحياد البلجيكي وجعل بلجيكا واحدة من الحلفاء، جادل ليوبولد بأن بلجيكا لا تزال بلدًا محايدًا وليس لديها التزامات تتجاوز الدفاع عن حدودها. عارض ليوبولد السماح للقوات البريطانية والفرنسية بالدخول إلى الأراضي البلجيكية للقتال إلى جانب القوات البلجيكية، كخرق لحيادها. 
في 25 مايو 1940، التقى ليوبولد مع كبار ممثلي حكومته للمرة الأخيرة في كاستيل فان وينينديل في فلاندرز الغربية. كثيراً ما يُستشهد بالاجتماع على أنه بداية للمسألة الملكية ولحظة الفاصل الحاسم بين الملك والحكومة.  حضر أربعة وزراء من الحكومة: هوبير بيرلوت وبول هنري سباك وهنري دينيس وآرثر فاندربورتن.  بحلول وقت الاجتماع، على خلفية معركة الدمويّة الليزية، كانت الحكومة البلجيكية تستعد لمواصلة القتال ضد ألمانيا من المنفى في فرنسا.  حثوا الملك على الانضمام إليهم، على غرار أمثلة ملكة هولندا فيلهلمينا وشارلوت ، دوقة لوكسمبورغ الكبرى. رفض الملك حججهم وشدد موقفه. ورفض مغادرة الأراضي البلجيكية وجيشه في فلاندرز بأي ثمن. اشتبه الوزراء في أن مساعدي ليوبولد كانوا يتفاوضون بالفعل مع الألمان.  انتهى الاجتماع دون اتفاق وتركت الحكومة البلجيكية متوجهة إلى فرنسا. 
تفاوض ليوبولد على وقف لإطلاق النار مع الألمان في 27 مايو 1940، واستسلمت القوات المسلحة البلجيكية رسميًا في اليوم التالي. أصبح ليوبولد أسير حرب ووضع تحت الإقامة الجبرية في قصر لاكين الملكي، بالقرب من بروكسل.  غاضبًا من تجاهل الملك للحكومة والتفاوض على الاستسلام دون التشاور معهم، ألقى بيرلوت خطابًا غاضبًا على إذاعة باريس، وأدان فيه الملك وأعلن عزم الحكومة على مواصلة القتال إلى جانب الحلفاء.  السياسيون الفرنسيون، ولا سيما بول رينو، ألقوا باللوم على ليوبولد في الكارثة المتزايدة لمعركة فرنسا وأدانوه بغضب باعتباره «ملكًا إجراميًا» (roi-félon). 

### ليوبولد أثناء الاحتلال الألماني
مع الاستسلام البلجيكي في 28 مايو 1940، وضعت بلجيكا تحت الاحتلال الألماني وأنشئت إدارة عسكرية تحت قيادة الجنرال ألكسندر فون فالكنهاوزن لحكم البلاد. تم إصدار أوامر لموظفي الخدمة المدنية البلجيكيين بالبقاء في مناصبهم لضمان استمرار عمل الدولة ومحاولة حماية السكان من مطالب السلطات الألمانية. 
مع هزيمة فرنسا وتثبيت نظام فيشي الموالي لألمانيا، كان يعتقد على نطاق واسع أن ألمانيا كانت على وشك الفوز في الحرب. تم الترحيب ليوبولد باعتباره «شهيدا» أو رمزا للمرونة الوطنية، على عكس الحكومة التي بدا أنها تضع أيديولوجيتها فوق مصالح الشعب البلجيكي. في 31 مايو 1940، قام الممثل الكبير للكنيسة الكاثوليكية في بلجيكا، الكاردينال جوزيف إرنست فان روي، بتعميم رسالة رعوية تدعو جميع البلجيكيين إلى الاتحاد حول الملك.  اعتقدت شخصيات أخرى في الوفد المرافق للملك، وخاصة الاشتراكي الاستبدادي هنري دي مان، أن الديمقراطية قد فشلت وأن نهاية الحرب سوف ترى الملك حاكماً لدولة بلجيكية استبدادية. 

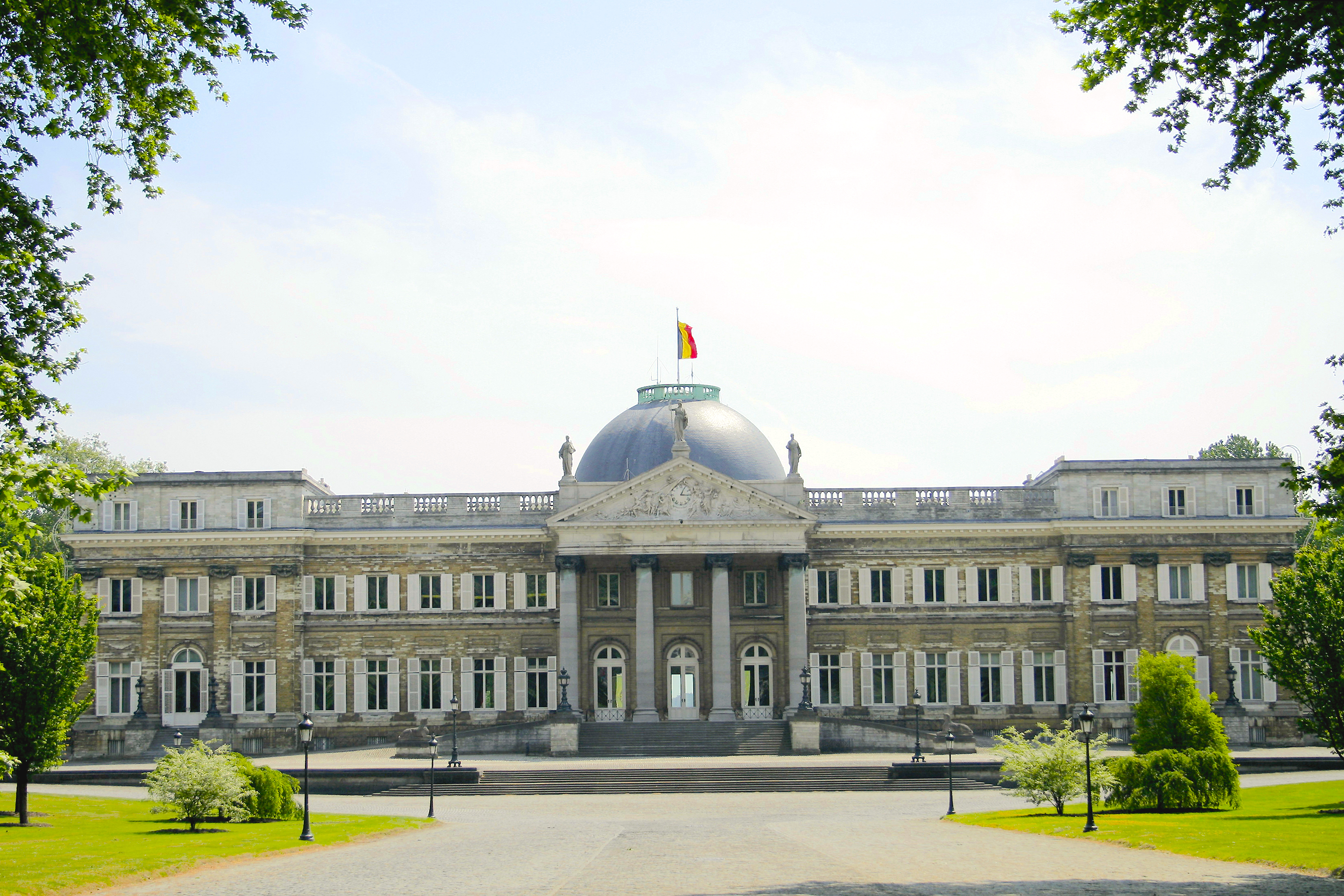
منظر حديث للقصر الملكي Laeken، حيث تم احتجاز ليوبولد أثناء الاحتلال

واصل الملك المسجون متابعة برنامجه السياسي. كان يعتقد أنه بعد النصر الألماني سيتم إنشاء «نظام جديد» في أوروبا، وبصفته الشخصية البلجيكية العليا في أوروبا المحتلة، يمكنه التفاوض مع السلطات الألمانية. مراسل ليوبولد مع أدولف هتلر وحاول تنظيم لقاء معه.  بقي هتلر غير مهتم ولا يثق في الملك، ولكن في 19 نوفمبر 1940 نجح ليوبولد في كسب جمهور غير مثمر معه في بيرشتسجادن. 
انخفض الدعم الشعبي ليوبولد في بلجيكا بشكل حاد في ديسمبر عام 1941 عندما تم الإعلان عن أنباء إعادة زواج ليوبولد إلى ليليان بايلز.  كان الزواج لا يحظى بشعبية كبيرة مع الجمهور البلجيكي.  تم تقويض صورة «ملك الأسير» (روي الأسير)، التي تتقاسم معاناة أسرى الحرب البلجيكيين، وهبطت شعبيته بحدة، خاصة في والونيا، موطن غالبية البلجيكيين السجناء لا يزالون محتجزين.   كما أن الرأي العام حول الملك بسبب عدم رغبته في التحدث علانية ضد سياسات الاحتلال الألمانية. 
وسط الهزائم الألمانية ضد الروس على الجبهة الشرقية بعد عام 1942، أعد الملك لنهاية الحرب. وأمر إعداد وثيقة، والمعروفة باسم العهد السياسية (العهد بوليتيك)، يبرر سلوكه في ظل الاحتلال والتفاصيل تدخلاته لصالح السجناء البلجيكي الحرب والعمال ترحيلهم. ومع ذلك استمر ليوبولد في إدانة عمل الحكومة البلجيكية في المنفى (ومقره لندن بعد أكتوبر 1940). في 7 يونيو 1944، بعد يوم النصر، تم ترحيله إلى ألمانيا.  تم تحريره أخيرًا على يد القوات الأمريكية في 7 مايو 1945. 

## ريجنسي والأزمة المبكرة، 1944-1949

### أعلن ليوبولد «غير قادر على الحكم»، 1944

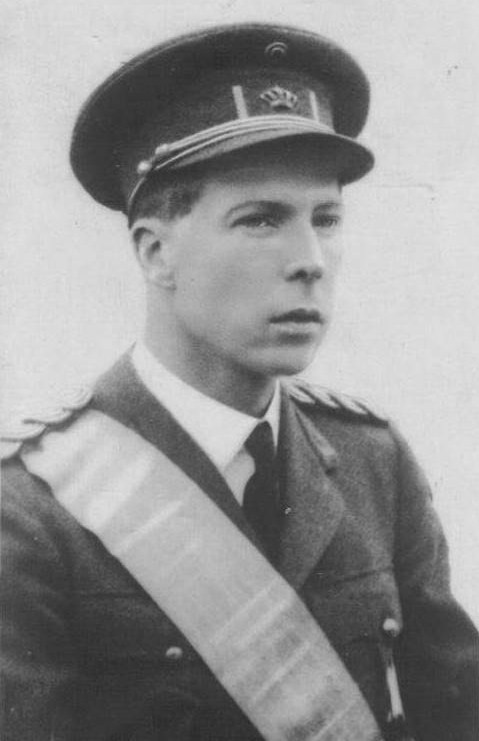
الأمير تشارلز، كونت فلاندرز، الذي تم تنصيبه كوصي في عام 1944

بعد إنزال الحلفاء في نورماندي، تقدمت قوات الحلفاء شرقًا وعبرت الحدود البلجيكية في 1 سبتمبر 1944. ولم تقدم القوات الألمانية مقاومة تذكر، وبحلول 4 سبتمبر، كان الحلفاء يسيطرون على بروكسل على الرغم من أن آخر الأجزاء المحتلة من الأراضي البلجيكية قد تم تحريرها فقط في فبراير 1945. في 8 سبتمبر 1944، عادت الحكومة في المنفى إلى بروكسل واستقبلت باللامبالاة العامة.  الرغم من أن الملك لم يعد موجودًا في البلاد، فقد تم تقديم شهادته السياسية إلى الحكومة المعادة كما كان يتمنى، وتم تعميمها قريبًا على الملأ.  وفي الوقت نفسه تم تقديم نسخة للملك البريطاني جورج السادس، وشاهدها وزير الخارجية أنتوني إيدن. أعاد النص إشعال الانقسامات داخل الحكومة التي كانت مخبأة إلى حد كبير منذ وقت مبكر من الحرب. 
وبما أن الملك كان لا يزال رهن الاحتجاز الألماني، لم تكن هناك معارضة لإنشاء الوصاية في غيابه. في 20 سبتمبر 1944، تم عقد اجتماع لكلا مجلسي البرلمان. تم الاحتجاج بالمادة 82 من الدستور  ، معلنة أن الملك «غير قادر على الحكم» (dans l'impossibilité de régner).  شقيق ليوبولد المنفصل، الأمير تشارلز ، كونت فلاندرز، تم انتخابه حاكمًا وأدى اليمين في اليوم التالي.  تأجيل اتخاذ المزيد من الإجراءات بشأن المسألة الملكية جانباً بسبب القضايا الاقتصادية والسياسية الأكثر إلحاحًا التي احتلت معظم وقت الحكومة.   مع بلجيكا تحت إدارة الحلفاء العسكرية الجزئية حتى استعادة الخدمات الحكومية، عداء بريطانيا لعودة ليوبولد أيضا تعقيد القضية. 

## تتويجا للأزمة، 1950

### عودة ليوبولد إلى بلجيكا
في 29 أبريل 1950، قام تشارلز بحل البرلمان في انتظار انتخابات جديدة. ربما كان نيته منع تشكيل حكومة PSC-CVP بقيادة فان زيلاند، وهو ليوبولد قوي، مما قد يؤدي إلى عودة الملك دون مزيد من المناقشة.  أنتجت الانتخابات التالية أغلبية مطلقة من PSC-CVP في كل من مجلسي الشيوخ والنواب،  وتشكيل حكومة أحادية الحزب برئاسة جان دفيوسارت. 
كان من أوائل الأعمال التي قامت بها حكومة Duvieusart تقديم مشروع قانون ينهي «استحالة السيطرة». في 22 يوليو 1950، عاد ليوبولد إلى بلجيكا لأول مرة منذ يونيو 1944 واستأنف مهامه.